# Donja Budičina
Donja Budičina est un village de la municipalité de Petrinja (comitat de Sisak-Moslavina) en Croatie. Au recensement de 2011, le village comptait 236 habitants.